# Stade de la Frontière
Stade de la Frontière jest wielofunkcyjnym stadionem w Esch-sur-Alzette w Luksemburgu. Jest aktualnie używany głównie dla meczów piłki nożnej i jest stadionem domowym klubu Jeunesse Esch. Stadion mieści 4000 osób z 1200 miejscami siedzącymi.